# Бащата на булката 2
„Бащата на булката 2“ (на английски: Father of the Bride Part II) е американски комедиен филм от 1995 г., който е продължение на „Бащата на булката“ (1991) и римейк на „Малката утеха на татко“ през 1951 г., който е продължение на оригиналния филм през 1950 г. Режисьор е Чарлс Шайър, който е съсценарист с бившата си съпруга Нанси Майърс, във филма участват Стийв Мартин, Даян Кийтън, Кимбърли Уилямс и Мартин Шорт.